# Абрест
Абрест (фр. Abrest) насеље је и општина у централној Француској у региону Оверња, у департману Алије која припада префектури Виши.
По подацима из 2011. године у општини је живело 2758 становника, а густина насељености је износила 263,67 становника/km². Општина се простире на површини од 10,46 km². Налази се на средњој надморској висини од 260 метара (максималној 434 m, а минималној 251 m).

## Демографија
| 1962. | 1968. | 1975. | 1982. | 1990. | 1999. | 2011. |
| ----- | ----- | ----- | ----- | ----- | ----- | ----- |
| 1.874 | 2.026 | 2.248 | 2.309 | 2.544 | 2.428 | 2.758 |

График промене броја становника у току последњих година